# Robo Recall
Robo Recall — компьютерная игра в жанре шутера от первого лица, разработанная и выпущенная Epic Games для шлемов виртуальной реальности Oculus Rift и Oculus Quest. Игра вышла 1 марта 2017 года для Oculus Rift, а версия для Oculus Quest под названием Robo Recall: Unplugged была выпущена 21 мая 2019 года.

## Игровой процесс
Игра проходит в режиме от первого лица. У игрока есть возможность опробовать четыре вида оружия: пистолет, револьвер, дробовик и рельсовая пушка, которые находятся в кобуре игрока на спине или бедре. Передвижения осуществляется телепортом с помощью стика. В отличие от других шутеров, игрок может физически брать противников, разрывать их, откидывать и уничтожать с помощью оружия. Игра присуждает бонусные очки за определенные виды убийств и множитель за непрерывные серии убийств. Результаты загружаются в онлайн-рейтинг в конце этапа.

## Сюжет
Игрок управляет Агентом 34, работником компании RoboReady, лидирующей в производстве роботов-помощников. Работа агента — уничтожение дефектных роботов. Неизвестный вирус заставил взбунтоваться продукцию компании против людей, и Агент 34 должен уничтожить этих роботов и расследовать возникнование вируса.